# Charles Eisen
Pour les articles homonymes, voir Eisen.
Charles-Dominique-Joseph Eisen, né le 17 août 1720 à Valenciennes, et mort le 4 janvier 1778 à Bruxelles, est un peintre et graveur français surtout connu par la très grande quantité de dessins et de compositions qu’il a réalisés pour les éditeurs de son temps.

## Biographie
C’est en voyant peindre son père, le peintre François Eisen, originaire de Bruxelles que des travaux de peinture religieuse avaient amené à Valenciennes, puis que la guerre avait fait fuir à Paris, de petits tableaux d’espiègleries enfantines pour les marchands, que les yeux d’Eisen s’ouvrirent à l’art. Frans Eisen imprima une bonne direction aux études de son fils et l’astreignit, dès son enfance, à un dessin exact et serré de tout ce qu’il copiait. Il le mena devant les tableaux des maîtres, exigeant du jeune homme, qu’après les avoir bien observés, il en fasse, au retour, une répétition de mémoire, enrichissant par l’imagination les détails qu’il avait oubliés. Le père Eisen disait que c’était par ce moyen qu’il avait amené son fils à devenir compositeur.
En 1742, Eisen entra dans l’atelier de Le Bas, la grande fabrique artistique où se créaient et se perfectionnaient les dessinateurs et les graveurs de l’époque. Il y est le camarade de Cochin, de Ficquet et de la plupart des artistes qui interpréteront son œuvre.
Après avoir épousé Anne Aubert, la fille d’un maître apothicaire, de treize ans son aînée, il commence à gagner sa vie en composant et en gravant des sujets religieux et quelques pièces dans le goût de Boucher, comme le frontispice des Fêtes données à l’Hôtel de ville à l’occasion du mariage du Dauphin (1745). Il est assez connu déjà pour qu’on lui confie les vignettes et les culs-de-lampe du Boileau de l’édition de Saint-Marc (1747). 
À la suite de cet heureux début, on commence à lui commander des dessins de frontispices, des croquis pour les vers d’Antoinette Des Houlières (1747), pour les Lettres turques (Poullain de Saint-Foix, 1760), pour les Songes du printemps (1750) de Turben, pour Clarisse Harlowe (1751) ou encore la suite au roman de La Morlière, Angola (1751). On trouve également son nom avec celui de son camarade Noël Le Mire (avec lequel il n’a pas toujours été en bons termes) au bas des figures d’une édition de la Henriade dont Voltaire fut si satisfait qu’il lui écrivit : « Je commence à croire, monsieur, que la Henriade passera à la postérité en voyant les estampes dont vous l’embellissez ».
Eisen réalise ensuite sa première œuvre importante d’illustration : les dessins de L'Éloge de la Folie (1751). Professeur de dessin des chevau-légers de la garde du Roi, Eisen signe, en cette qualité, les premier, second et troisième livres d’une Œuvre suivie, recueil plein d’invention contenant différents sujets de décorations et d'ornements (modèles de statues, de fontaines, de brûle-parfums ou d'argenterie).
À l’Académie de Saint-Luc, dont il était membre, à titre de conseiller, Eisen envoie peintures ou dessins à chacune des sept expositions qu’elle organise de 1751 à 1774. En 1751, il produit son morceau de réception, tableau intitulé lcare et Dédale puis, en 1752, une autre toile représentant Luca Signorelli faisant le portrait de son fils mort. Dès lors, Eisen est connu et apprécié, et chaque éditeur veut l’accaparer pour orner ses publications. Il donne les figures assez médiocres de la Christiade gravées par Noël Le Mire et Jean-Baptiste Delafosse (1753), également exposées à l’Académie de Saint-Luc, celles des Lettres d'une Péruvienne de Graffigny (1753) et presque tous les dessins des portraits de la Vie des Peintres flamands de Jean-Baptiste Descamps (1753), auxquels Étienne Ficquet a prêté son burin. Il paraît même déjà occupé, dès cette époque, aux dessins des Contes de La Fontaine, dont il expose quelques-uns cette même année. Il exécute également les vignettes et culs-de-lampe de l’Histoire de l’univers de Samuel von Pufendorf (1753-59) et les frontispices et ornements du Lucrèce en italien (1754).
En 1756, paraît le Nouveau Recueil des troupes qui forment la garde et maison du roi, gravé à l’eau-forte par Le Bas, et publié par la veuve Chéreau, fidèles représentations des chevau-légers, des cent-suisses, des gardes françaises et de leurs élégants costumes ; en 1757 se placent plusieurs des figures du Boccace, les vignettes du poème poissard de Jean-Joseph Vadé, la Pipe cassée, très mouvementées et parfaitement appropriées au sujet ; les dessins des Saisons de Thompson, avec des nids d’Amours pour culs-de-lampe (1759), ceux des Poésies de Jean-Baptiste Joseph Willart de Grécourt (1761) et de l’Émile de Jean-Jacques Rousseau (1762) et, brochant sur le tout, une quantité de dessins de frontispices, de fleurons pour les titres, d’encadrements gracieux et de culs-de-lampe le plus souvent agrémentés d’Amours.
Les Contes de La Fontaine (1762), imprimés par Barbou aux frais des fermiers généraux, livre inimitable dû à la collaboration de trois artistes et qui a longtemps passé pour le plus réussi du dix-huitième siècle, est considéré comme le chef-d’œuvre d’Eisen. Joseph de Longueil en avait gravé les dessins et Pierre-Philippe Choffard les avait terminé par d’élégants culs-de-lampe.
Après la réussite de Zélis au bain (1763), l’ami de Claude Joseph Dorat et son compagnon de plaisir, le marquis de Pezay lui demandèrent de nouvelles vignettes pour ses autres poésies. Il composa même une Nouvelle Zélis (1768), tout exprès pour avoir le plaisir de la lui faire orner de nouveau.
Eisen avait été aussi choisi comme maître de dessin de la marquise de Pompadour, mais il rebuta bientôt la favorite par son sans-gêne et son manque d’éducation. On raconte même une histoire d’habit dessiné par Eisen pour le roi à la demande de celle-ci, et qui aurait été la cause de sa disgrâce, l’artiste ne trouvant rien de mieux que de s’en faire faire un pareil et de le porter à Versailles le jour même où le roi se parait du sien.
L’irrégularité de sa vie privée, la bassesse de ses habitudes et de ses goûts, l’empêchèrent d’entrer à l’Académie et « une jeunesse de sens, que l’âge ne corrigea pas et qui ne fit que s’exaspérer avec les années », lui fit abandonner, à quarante-sept ans, le domicile conjugal, sa femme sexagénaire, ses enfants au mariage desquels il ne figure même pas, pour aller s’emménager rue Saint-Hyacinthe avec une veuve Martin ou Saint-Martin, mieux assortie probablement à son âge et à ses goûts. « Il était allé loger près de Le Bas et des marchands graveurs qui l’employaient quand il voulait bien travailler, car il paraît que cet artiste, d’abord si fécond, à la main si habile, à l’esprit si inventif, ne produisait plus qu’à ses heures et « lorsqu’il ne pouvait plus faire autrement. Aussi avait-il partout des dettes. »
Ni sa vogue ni son talent ne paraissent cependant souffrir de ce changement dans sa vie privée. Il produit les dessins des Sens (1765) avec le jeune Wille. Eisen exécute aussi à la même époque son remarquable travail pour les Métamorphoses d’Ovide. Eisen s’était, d’autre part, mis en rapport depuis quelques années déjà avec Dorat, dont il avait commencé à illustrer les Œuvres par sa Lettre de Barnevelt (1763) mais l’indolence de Dorat en empêchait d’en voir la fin. Le crayon d’Eisen et le burin de Longueil fait le principal mérite de toutes ses poésies légères comme Zeïla, le Comte de Comminges (1764), Régulus, les Dévirgineurs, l’Épître à Catherine II (1765), la Déclamation théâtrale, les Lettres en vers (1766), la Danse (1767), les Cerises (1769), Irza et Marsis (1770), œuvres hâtives qui ne furent recherchées que pour leurs élégantes estampes.
Eisen avait aussi dessiné un grand nombre de compositions pour les Quatre Parties du Jour de Zacharie (1769) et, de 1767 à 1775, pour les Contes en prose de Baculard d'Arnaud, à mesure qu’ils paraissaient sous le nom d’Épreuves du sentiment. À ces travaux succédèrent, avec les dessins des Géorgiques de Virgile, un autre ouvrage typique de l’époque, le Tableau de la volupté, à Cythère, au temple du Plaisir (1771), poème galant du favori de Mme de Pompadour, l’abbé de Bernis. L’année 1772 voit paraître un autre livre achevé, le Temple de Gnide de Montesquieu, avec des figures gracieuses et ingénieuses. En 1773, il produit l’illustration d’Anacréon, Sapho, Bion et Moschus, de la traduction de Moutonnet-Clairfons, gravée par Massard. L’estampe du poème d’Héro et Léandre, qui y est généralement réuni, est du meilleur faire du maître. Il mit encore à contribution sa verve et son imagination dans plus de vingt en-têtes des chapitres du roman Tarsis et Zélie, de Levayer de Boutigny (1774).
Il exécute enfin quelques dessins pour l’Histoire des ordres royaux de Notre-Dame du Mont-Carmel et de Saint-Lazare (1772), pour les Chefs-d’œuvre dramatiques réédités par Marmontel (1773), pour l’Histoire philosophique des deux Indes (1774) de Raynal et pour l’Orlando furioso de Baskerville, quoique ces dernières pièces soient bien inégales car Moreau dut en exécuter de nouvelles figures pour remplacer de médiocres dans l’édition française de Brunet (1775).
Eisen envoya encore des tableaux, le Triomphe de Cybèle et les Forges de Vulcain, à la dernière exposition organisée par l’Académie de Saint-Luc en 1774, ce qui prouve qu’il n’avait jamais abandonné complètement le pinceau. Quelques dessins à la sanguine et quelques aquarelles complétèrent son envoi, après cela, il ne produisit plus rien et disparut.
En 1777, Eisen quitte Paris et se rend à Bruxelles, selon la déclaration de sa femme, « pour ses affaires ». Il y meubla une chambre chez un quincaillier mais, toujours coureur, il accéléra sa fin et mourut quelques mois après son arrivée, en laissant beaucoup de dettes. Il n’avait donné que l’adresse de sa maîtresse, Mme de Saint-Martin, et la véritable veuve dut évincer sa maîtresse de la garde du scellé des chambres qu’il avait occupées à Paris.[réf. nécessaire]

## Œuvre

### Peinture
- Bordeaux, Musée des Beaux-Arts :
  - L'Oiseleur, huile sur bois, 35,5 × 27,5 cm[3]
  - Villageois se reposant sous un arbre, huile sur bois, 20,4 × 28,8 cm[4]
  - Danse villageoise, huile sur bois, 21 × 29 cm[5]
  - Berger et bergère, huile sur bois, 37,5 × 27,5 cm[6]

### Dessin
- Jeux d'amours, dessin préparatoire, Musée Magnin, Dijon[7].

### Illustration d'ouvrages
- Jean de La Fontaine :
  - Contes et nouvelles en vers, vol. 1, Paris - Amsterdam, Barbou, Joseph-Gérard, 1762, XIV - 268 p. (lire en ligne)
  - Contes et nouvelles en vers, vol. 2, Paris - Amsterdam, Barbou, Joseph-Gérard, 1762, VIII - 306 p. (lire en ligne)

Pour cette édition dite des Fermiers généraux, Eisen réalise 80 dessins qui seront gravés par les artistes suivants : Jacques Aliamet, Jean-Charles Baquoy,  Pierre-Philippe Choffard, Jean-Baptiste Delafosse, Jean-Jacques Flipart, Noël Le Mire, Jean-Jacques Le Veau, Joseph de Longueil et Jean Ouvrier. Choffard réalisera également 51 culs-de-lampe dont il exécutera le dessin et la gravure.
- Ovide (trad. Abbé Banier), Les métamorphoses d'Ovide en latin et en françois, Paris, Pissot (lire en ligne).

Pour cette édition en quatre volumes parus respectivement en 1767, 1768, 1769 et 1771, Eisen réalise le dessin de 58 planches en pleine page dont les gravures sont effectuées par Jean-Charles Baquoy, Louis Binet, Joseph de Longueil, Nicolas de Launay, Jean Massard,  Noël Le Mire, François Denis Née, Emmanuel-Jean-Népomucène De Ghendt, Louis-Joseph Masquelier, Louis Legrand, Nicolas Ponce, Jean-François Rousseau, Jean-Jacques Le Veau.
- L'Anti-Lucrèce du cardinal de Polignac, traduit par Bougainville, 2 volumes in-8, Paris, Desaint & Saillant, 1749.

### Galerie

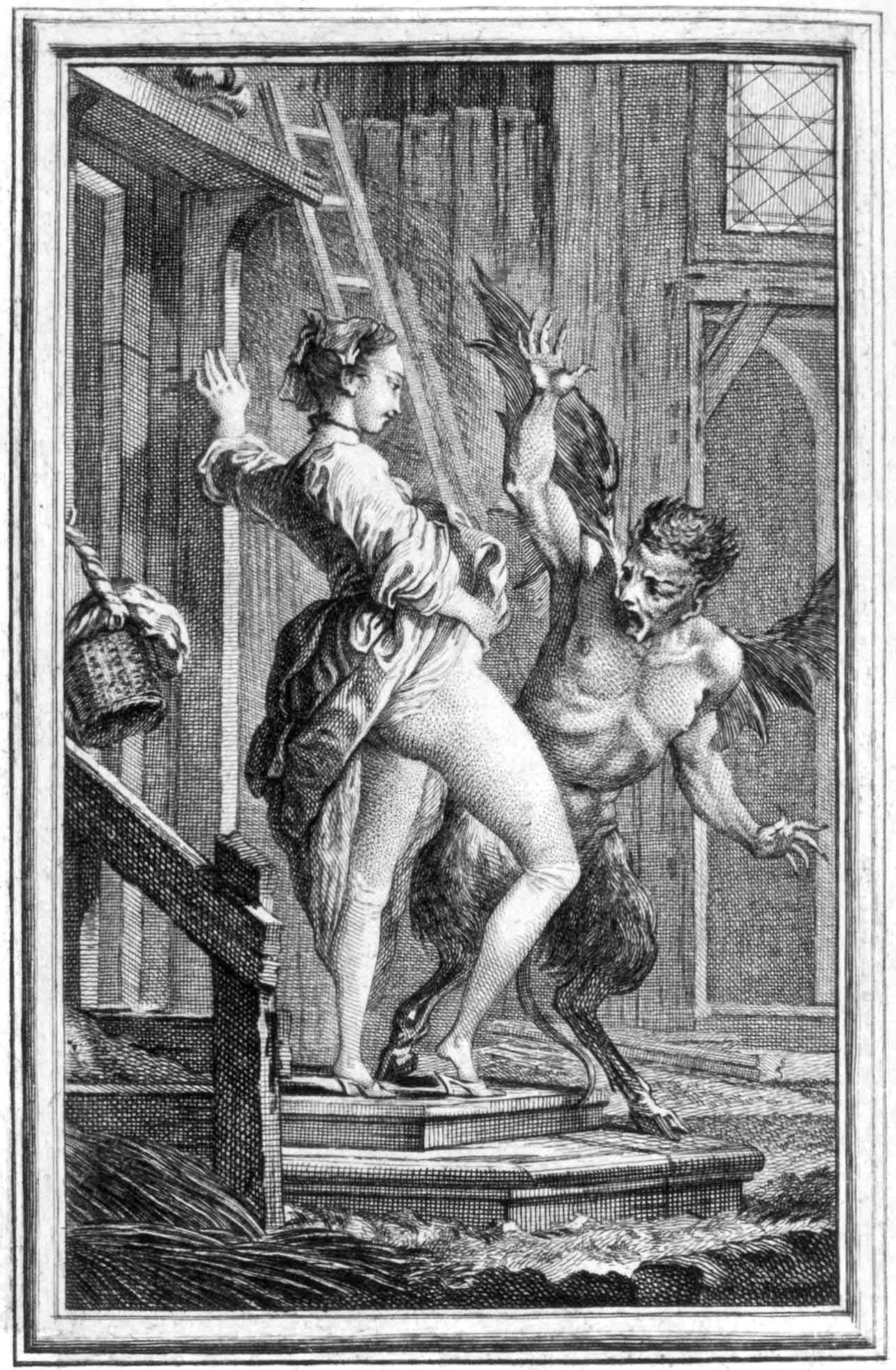
Illustration pour le Diable de Papefiguière de Jean de La Fontaine.
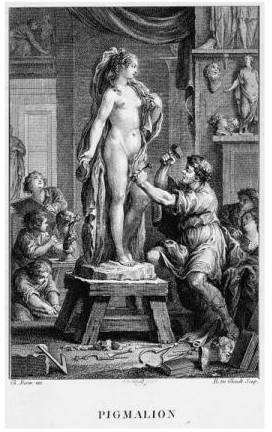
Pygmalion ou La statue animée, v. 1773.
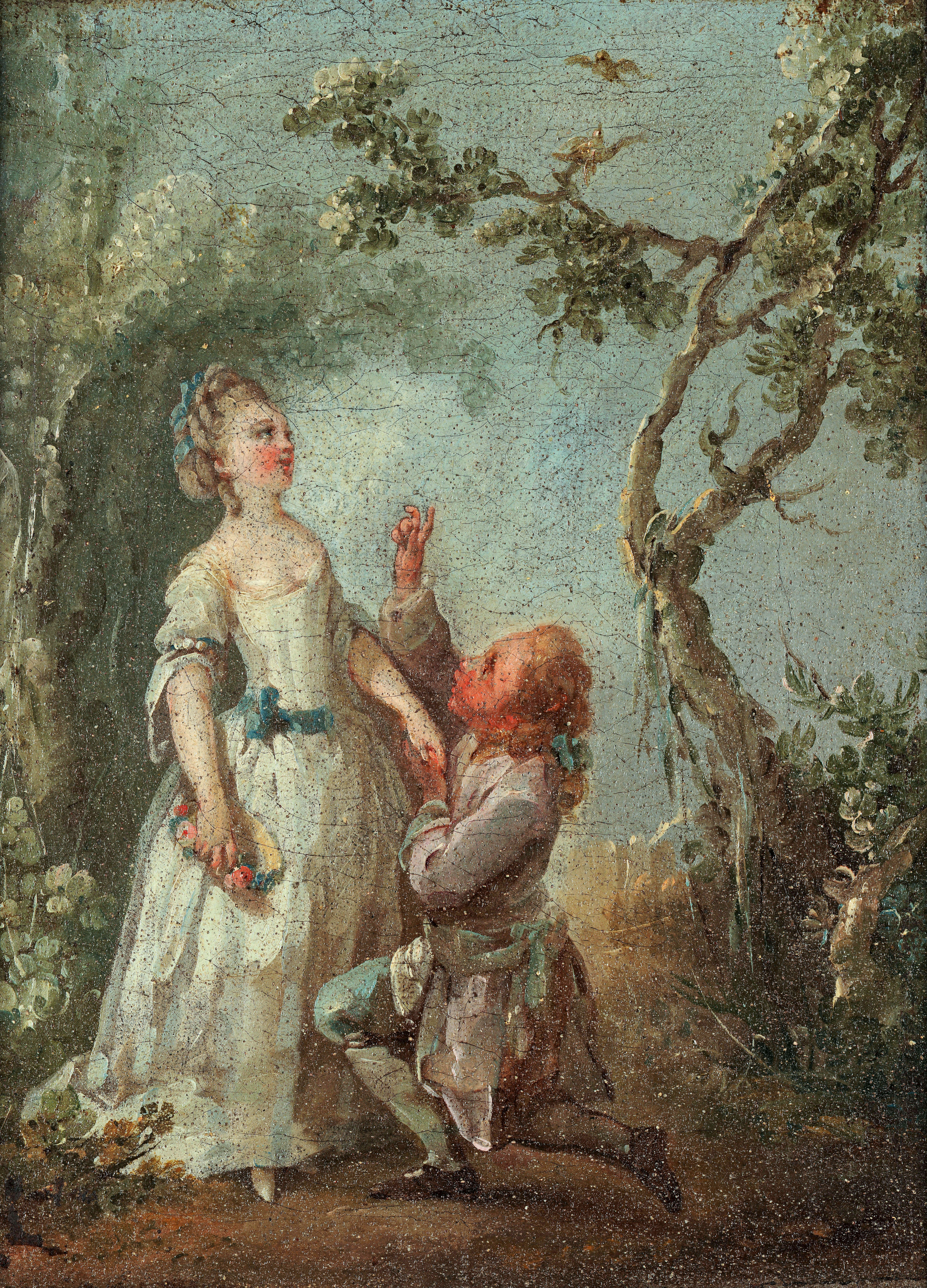
Couple.
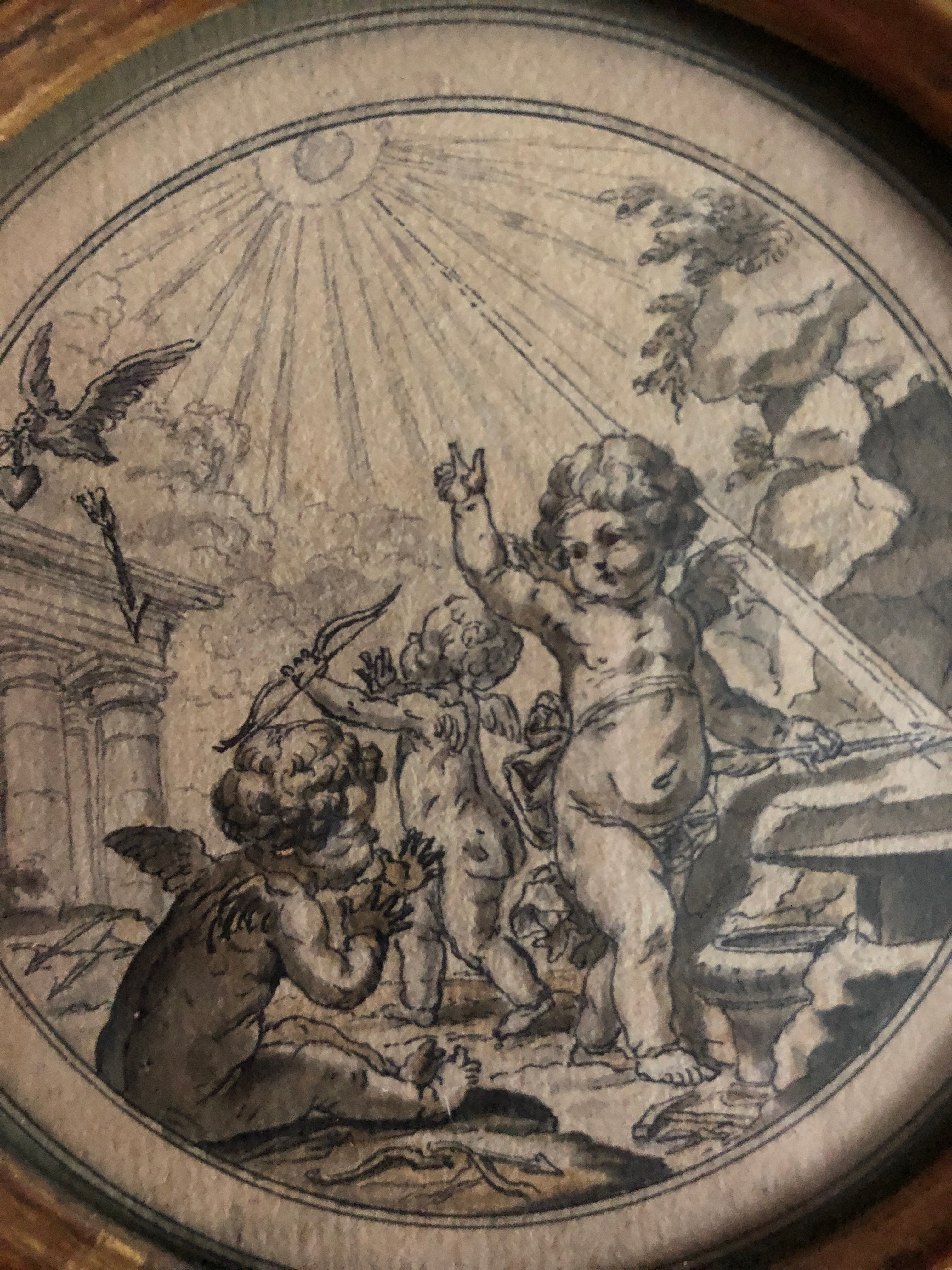
Amours, 1765, Charles Eisen
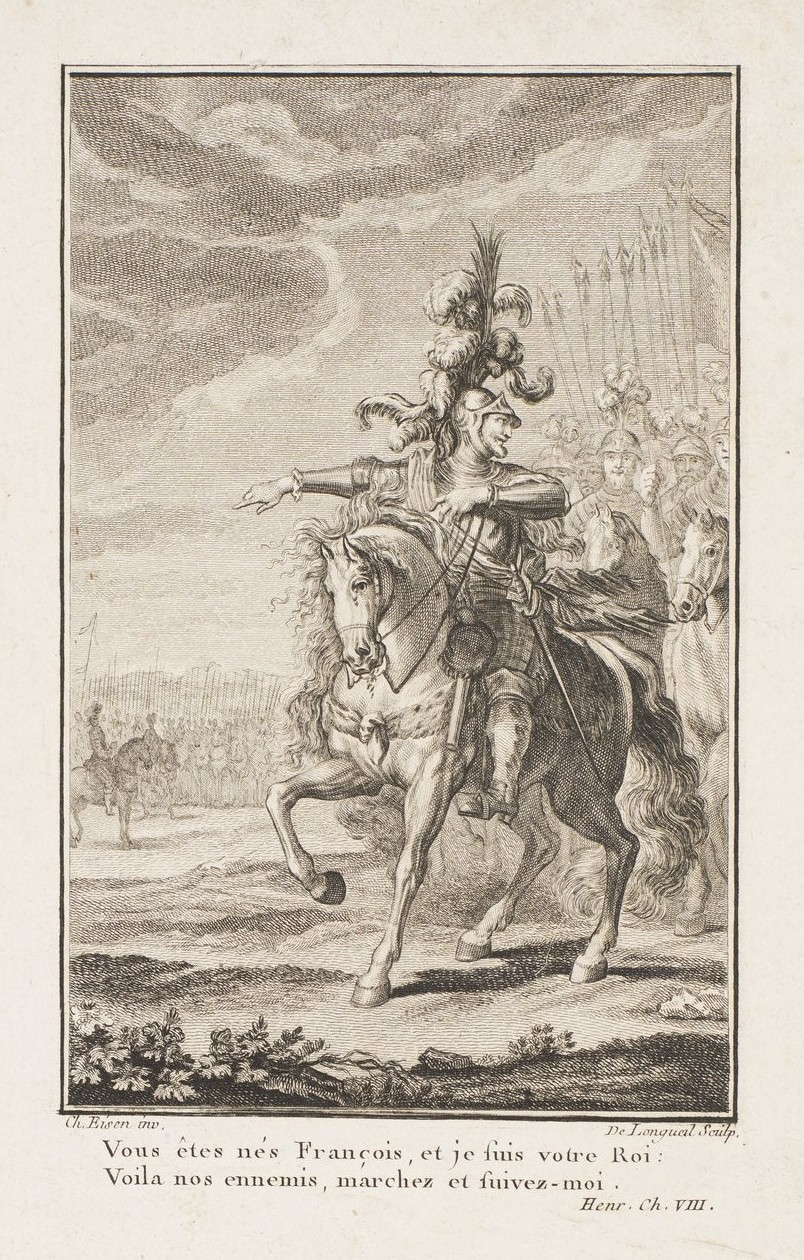
Henri IV et son panache blanc à la bataille d'Ivry. Illustration de La Henriade de Voltaire (1770)

## Élèves
- Pierre Jean-Baptiste Bradel